# 斯利嶺
83°53′S 56°55′W / 83.883°S 56.917°W
斯利嶺（英語：Seely Ridge）是南極洲的山嶺，位於伊莉莎白女王地，屬於彭薩科拉山脈中尼普頓山脈的一部分，長10公里，海拔高度1,240米，美國南極名稱諮詢委員會命名，現時由南極條約體系管理。